# Grazalema
Grazalema és una localitat de la província de Cadis, Andalusia, Espanya. Està situat a una altitud de 812 metres, en la carretera que uneix Arcos de la Frontera amb Ronda (en la província de Màlaga als peus de la Sierra de la Pineda, dintre del Parc Natural Sierra de Grazalema i a 142 quilòmetres de la capital de província, Cadis.
Benamahoma és una pedania de Grazalema.